# Véhicule à hydrogène
Un véhicule à hydrogène est un moyen de transport qui utilise une transformation chimique du dihydrogène comme énergie de propulsion. En particulier, on appelle voiture à hydrogène un véhicule à propulsion électrique muni d'une pile à combustible utilisant le plus souvent l'hydrogène comme combustible réducteur. C'est un type particulier de véhicule à pile à combustible.
Cette appellation englobe des véhicules du domaine de l'aérospatiale (comme les fusées) ou du domaine militaire (comme des sous-marins à hydrogène), bien que l'usage courant renvoie plutôt au monde des transports.
Le véhicule à hydrogène est souvent présenté comme « décarboné » car sa motorisation n'émet pas directement de gaz à effet de serre. Toutefois, la production préalable de l'hydrogène consommé est encore à plus de 99 % réalisée à partir d'hydrocarbures en 2021, dont les fuites de méthane contribuent à l'effet de serre. Il est également possible de produire l'hydrogène par électrolyse de l'eau en exploitant diverses sources primaires d'énergie décarbonées (vent, soleil, nucléaire). L'énergie grise nécessaire à la fabrication des installations de production et des véhicules nuance également ce qualificatif.

## Contexte
Les recherches sur le véhicule à hydrogène s'inscrivent dans le contexte d'un besoin de sécurité énergétique et surtout du réchauffement climatique, qui imposent de trouver une alternative aux énergies fossiles. Le dihydrogène (H2) produit industriellement, est un vecteur énergétique candidat. Il peut être produit par des procédés polluants, à partir de ressources fossiles (méthane CH4 essentiellement), ou par électrolyse de l'eau.
L'utilisation de l'hydrogène « vert », produit sans recours aux hydrocarbures, permettrait aux pays ne disposant pas de gisements pétroliers ou gaziers de sécuriser leur approvisionnement énergétique. Cette alternative énergétique pourrait être rendue économiquement viable par l'augmentation du cours du pétrole et du gaz naturel, les procédés de production étant coûteux.
Des techniques de production d’hydrogène sont connues depuis très longtemps. D'importantes difficultés techniques l'ont empêché de passer à la production à grande échelle et d'être intégrée à un moyen de stockage d'énergie généralisé : réseaux de transport, pression importante pour conditionner le gaz, réservoirs de dimensions importantes, faible rendement, matériaux rares nécessaires.

## Solutions techniques
L'appellation « véhicule à hydrogène » utilisée désigne plusieurs types de motorisations :
- la pile à combustible, qui produit dans un premier temps de l'énergie électrique, pour alimenter un moteur électrique voire plusieurs. Cette solution est utilisée sur les Fiat Panda II H2, Honda FCX Clarity , etc. ;
- le moteur à hydrogène, qui fonctionne sur le même principe que le moteur à explosion classique. Exemple : la BMW Hydrogen 7 (abandonnée en 2009) ;
- un système hybride combinant un moteur classique aux hydrocarbures et un moteur électrique dont l'énergie provient d'une pile à combustible.

Dans tous les cas, l'hydrogène utilisé doit au préalable être produit (à partir d'eau électrolysée, de méthane reformé, de pétrole, d'agrocarburant, etc.), transporté, distribué et stocké dans le véhicule.
Il existe également des systèmes d'enrichissement hydrogène du carburant (commercialisés pour les poids lourds en Amérique du Nord), où l'hydrogène est utilisé pour permettre une combustion plus complète et donc moins polluante des hydrocarbures[réf. nécessaire].
En parallèle des questions techniques, la diffusion à grande échelle de ce genre de véhicule suppose l'instauration d'un cadre économique associé, que certains nomment une économie hydrogène.

## Rentabilité
Le coût de fabrication d'une voiture à hydrogène est en 2018 environ trois fois plus élevé que celui d'une voiture thermique[source insuffisante]. La fabrication de la pile à combustible et du réservoir intervient pour 70 % dans ce coût en 2015. La solution semble donc réservée en priorité au transport pour les poids lourds (qui contribuent à 25 % des émissions de CO2 dans le secteur du transport), bateaux, transports en commun ou utilitaires, qui ont la capacité d'embarquer des réservoirs plus volumineux et sont moins dépendants d'un réseau d'approvisionnement,. Des expériences sur des voitures particulières sont en cours. L'avantage pour ces moyens de locomotion est en particulier la grande autonomie apportée. La grande longévité des moteurs électriques employés (jusqu'à un million de kilomètres) pourrait permettre d'amortir en partie le surcoût initial, le coût d'entretien annoncé pour une voiture électrique étant inférieur de 30 à 40 % par rapport aux véhicules classiques. En contrepartie, à moins d'amélioration technique, l'assez faible longévité (150 000 km) des piles à combustibles et le coût de fabrication assez élevé des infrastructures nécessaires limitent les possibilités d'amortir l'investissement initial[réf. nécessaire]. La solution hydrogène parait donc être en concurrence avec la voiture électrique à accumulateurs, en ce qui concerne sa rentabilité, sauf nouvelles évolutions techniques,. À titre de comparaison, en 2018 le coût d'achat d'un bus à hydrogène serait de 650 000 €, tandis que celui d'un bus électrique utilisant des batteries d'accumulateurs serait de 450 000 €, mais présenterait un coût d'exploitation qui selon les sources serait plus faible pour le premier, ou plus élevé,. Le coût d'une station de distribution d'hydrogène, hormis les risques assurantiels plus élevés, est environ dix fois plus élevé que celui d'une station de recharge électrique. Ainsi, le prix de vente du modèle e-bio Nissan e-NV200, équipé d'une pile à éthanol et commercialisé en 2020, sera-t-il sans doute moins élevé, que celui d'une voiture à hydrogène et d'un coût d'utilisation nettement plus faible.
En effet, des solutions alternatives comme celles recourant à une pile à combustible à acide formique,, au méthanol, ou à l'éthanol sont potentiellement plus rentables, car ils évitent la compression et le stockage de l'hydrogène,, le renforcement de la structure du véhicule et le développement d'un réseau de distribution spécifique,. La mise au point en 2020 de catalyseurs expérimentaux permet en outre d'envisager la capture du CO2 et sa transformation en acide formique , en éthanol ou en méthanol,,(cycle neutre en carbone). La rentabilité de ces dernières solutions, en comparaison des voitures électriques disposant de batteries à recharges rapides,, paraît cependant difficile à assurer sur des trajets récurrents et de moyenne distance (le trajet quotidien moyen des Français est par exemple de 25 km), surtout compte tenu de l'évolution des batteries  (baisse du prix, et hausse de la capacité) .

## Véhicules commercialisés

### Trains

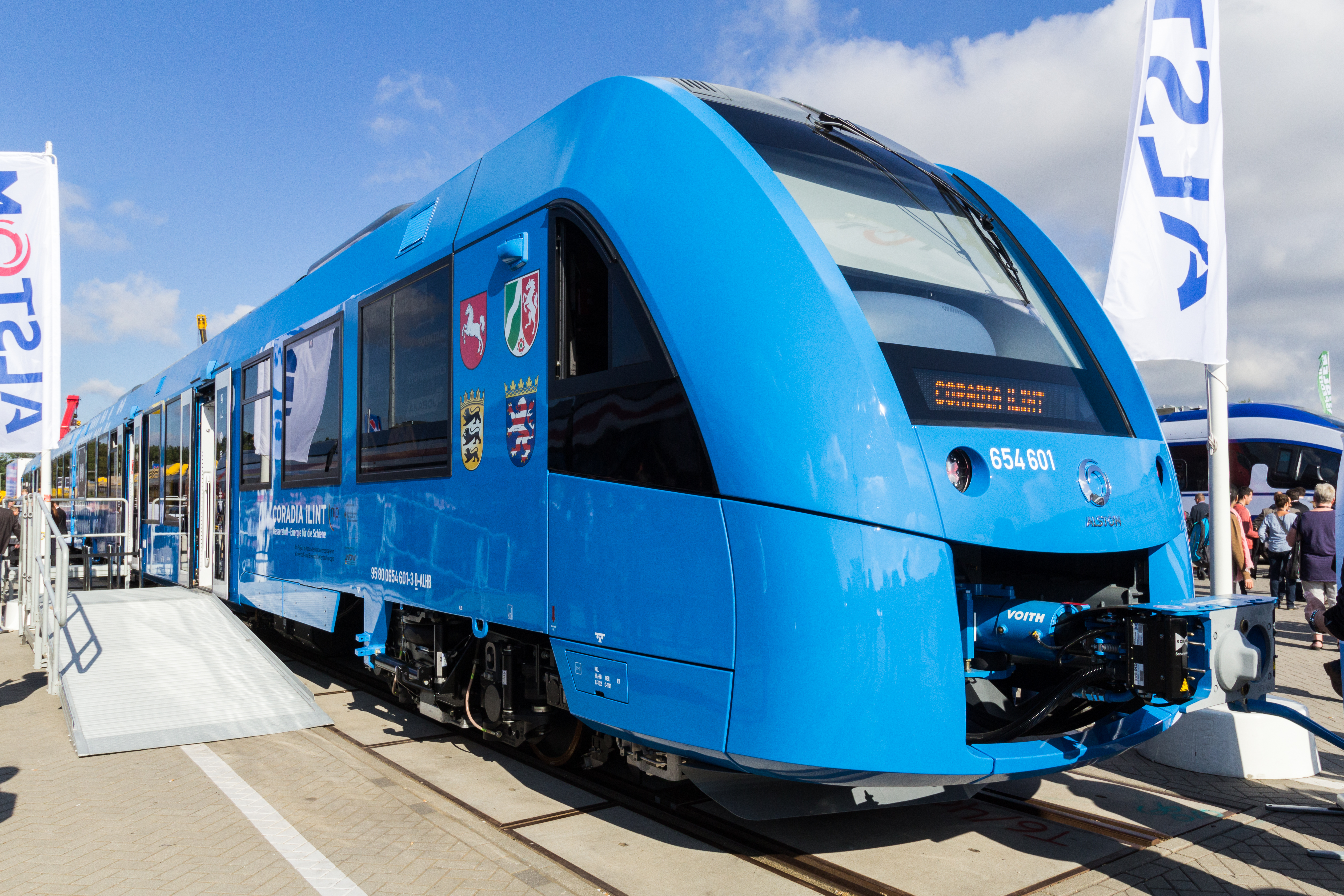
Alstom Coradia iLint à l'InnoTrans 2016.

Le fabricant de trains Alstom projette de produire et de proposer à la vente des trains voyageurs dont l’énergie proviendrait de piles à combustible à hydrogène. Ce train, le Coradia iLint, est à ce jour un projet unique au monde, soutenu par le ministère allemand du transport et de l’infrastructure numérique. En mars 2017, le train prototype d'Alstom a effectué des tests à 80 km/h sur une voie d'essai à Salzgitter, en Basse-Saxe. Les premiers essais avec voyageur sont prévus pour début 2018. Les États allemands de Basse-Saxe, de Rhénanie-Du-Nord-Westphalie et de Bade-Wurtemberg ont signé des lettres d’intentions d'achat pour 60 trains,.
Présenté le 20 septembre 2016 au salon InnoTrans de Berlin, le Coradia iLint fonctionne à l'hydrogène. Le lancement de ce matériel, dérivé du Coradia Lint 54, fait suite à la signature, en 2014, de lettres d’intention avec les länders de Basse-Saxe, Rhénanie-du-Nord-Westphalie, Bade-Wurtemberg, et l’Autorité des transports publics de Hesse, en vue de l’utilisation d’une nouvelle génération de trains à zéro émission en exploitation. Ce train permet d'éviter les émissions de CO2, à condition que la production de l'hydrogène soit réalisée par un procédé n'en émettant pas. Le groupe thermique est remplacé par une pile à hydrogène alimentant les moteurs de traction électriques au travers d'accumulateurs tampons lithium-ion disposés sous les caisses alors que les réservoirs de dihydrogène sous pression sont aménagés en toiture. Les accumulateurs permettent de lisser les appels de puissance des moteurs et se rechargent lors des phases de freinage.
Le 9 novembre 2017, la société des transports régionaux de Basse-Saxe Landesnahverkehrsgesellschaft Niedersachsen (LNVG) signe un contrat avec Alstom pour l'achat de 14 autorails iLint. Ce contrat prévoit la maintenance de ces véhicules à Bremerhövde et la livraison d'hydrogène pour trente ans par Linde. Ils seront construits sur le site de Salzgitter. Ces trains devront avoir une autonomie de 1 000 km pour une vitesse de pointe de 140 km/h, soit environ un jour. Il s'agit de la première commande en série pour des autorails fonctionnant à l'hydrogène. La société des transports de Basse-Saxe a été aidée par l'État fédéral à hauteur de 84 millions d'euros dans le cadre du programme d'innovation pour les technologies de l'hydrogène et des piles à combustible (NIP2),.
Le train est inauguré le 16 septembre 2018 et le premier trajet commercial est effectué le lendemain. Le train est exploité par la société LNVG. Cette solution permet de remplacer les parcs Diesel sans nécessairement électrifier les lignes ferroviaires.
Le 4 juin 2020, Alstom signe avec le groupe gazier italien Snam, plus grand groupe européen de gazoducs, un accord sur cinq ans pour développer des trains à hydrogène en Italie ; des tests de faisabilité seront effectués à l'automne 2020 pour construire les trains ainsi que des infrastructures associées d'ici au début 2021 ; Alstom fabriquera les trains et assurera leur maintenance, et Snam construira les infrastructures de production et de transport du gaz.

### Bus
Selon le ministère sud-coréen de l’Environnement, 992 bus à hydrogène ont été immatriculés dans le pays au 1er juillet 2024, contre 650 en 2023. Les premiers bus équipés d’une telle motorisation ont été déployés en 2019. Ils bénéficient d'une autonomie d’au moins 500 km, et il ne faut que 15 à 20 minutes pour faire le plein, contre une heure pour les bus 100 % électriques. Le seul constructeur est Hyundai.

### Automobiles

#### Statistiques
Selon l'Agence internationale de l'énergie (AIE), les ventes de voiture à hydrogène atteignent 10 480 immatriculations en 2020, dont 5 783 en Corée du sud, 1 182 en Chine, 938 aux États-Unis et 800 au Japon. Le parc mondial de voitures à hydrogène atteint 33 627 voitures en 2020, dont 10 041 en Corée du sud, 9 135 aux États-Unis, 5 446 en Chine, 4 100 au Japon et 2 402 en Europe.
Fin 2018, selon l'AIE, 11 200 voitures à hydrogène circulaient dans le monde, dont plus de 9 000 Toyota Mirai. Au salon de Francfort en octobre 2019, BMW dévoile son prototype i Hydrogen NEXT, préfigurant le lancement d'une berline à hydrogène en petites séries, vers 2022. Audi annonce en mars 2019, au salon de Genève, une h-Tron (en) de série proposée à la location en 2021. En février 2019, PSA annonce une flotte expérimentale de véhicules utilitaires à hydrogène pour 2021. En octobre 2019, Renault annonce l'arrivée en concessions de Kangoo et de Master électriques équipées de piles à combustible.
En 2019, la Toyota Mirai s'est vendue à 2 336 exemplaires et la Hyundai Nexo à 4 483 exemplaires (contre 824 en 2018), grâce à des incitations gouvernementales en Corée du sud permettant de diviser le prix catalogue par deux. Avec la deuxième génération de la Mirai, prévue fin 2020, Toyota compte porter sa capacité de production à 30 000 unités contre 3 000 auparavant. Hyundai annonce une capacité similaire pour 2025.

Quelques véhicules à hydrogène
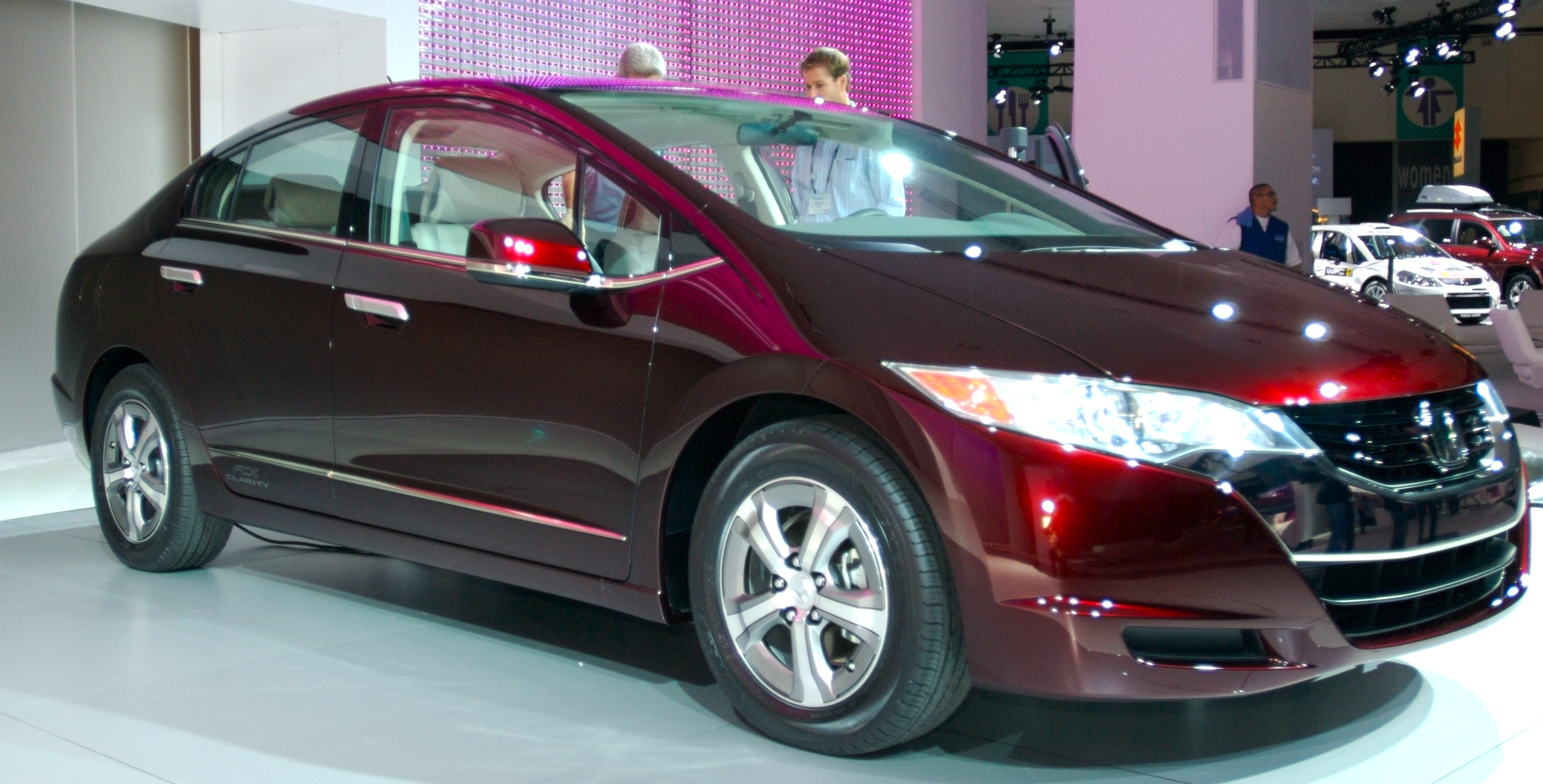
Honda FCX Clarity, 2008.
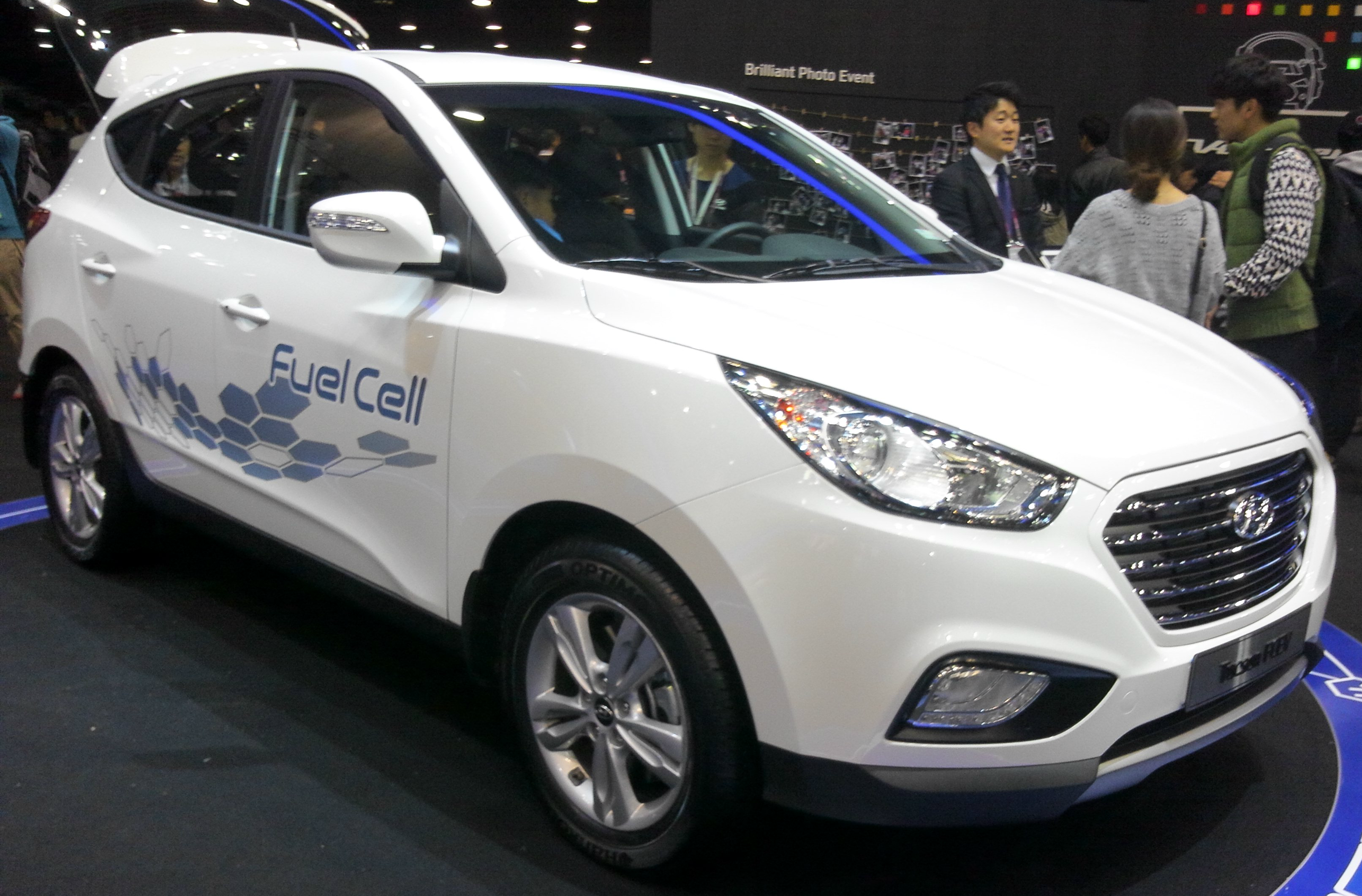
Hyundai ix35 FCEV (en), présentée en 2013.
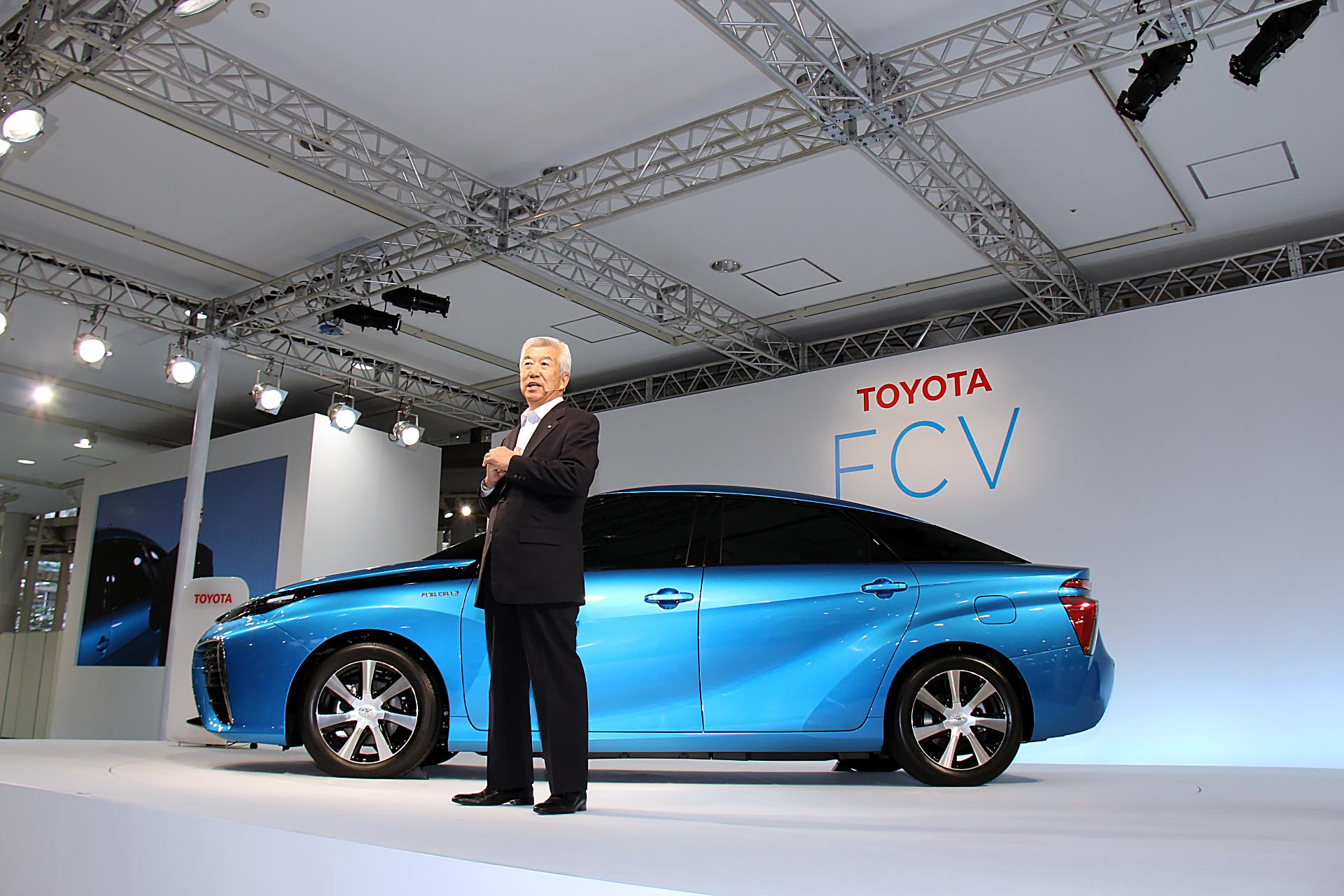
Toyota Mirai, produite en série à partir de 2015.

#### Toyota
Le Japonais lance en décembre 2014 au Japon sa première voiture à l'hydrogène destinée au grand public, baptisée « Mirai », qui signifie « futur » en japonais. Il avait été envisagé une production de l'hydrogène dans le véhicule, mais cette solution a été abandonnée. Il est initialement prévu de produire 3 000 Mirai en trois ans. En 2015, plus de 1 500 commandes ont été passées sur l'archipel. La voiture est commercialisée à partir du deuxième semestre de 2015 aux États-Unis, en Allemagne, au Royaume-Uni et au Danemark. Plusieurs constructeurs ont déjà proposé des flottes commerciales de véhicules propulsés par un moteur alimenté par une pile à combustible, mais Toyota est le premier à lancer une offre grand public. Il prévoit 400 ventes, au prix de 7,23 millions de yens (50 000 euros) pièce, au Japon sur les douze mois suivants. La Mirai peut effectuer 650 kilomètres avec un plein d'hydrogène effectué en trois minutes. Cependant, le Japon ne compte que 41 stations de distribution d'hydrogène installées ou en construction, et quelques dizaines sont programmées en Californie et dans des pays d'Europe du Nord.
La Toyota Mirai est un succès en Californie, où elle franchit en janvier 2018 le cap des 3 000 immatriculations. Aux États-Unis, elle représente 80 % des voitures à hydrogène vendues. Toyota soutient activement le développement des infrastructures d'avitaillement indispensables à la vente de son modèle et prévoit de déployer avec Air liquide un réseau de douze stations s’étendant de New York à Boston.

#### Hyundai-Kia
Le fabricant commercialise deux modèles, le ix35 Fuel Cell et, à partir de 2018, le Nexo, qui affiche 666 kilomètres d’autonomie WLTP (756 km NEDC), un rendement de 60 % de sa pile à combustible et un temps de recharge de cinq minutes. Son prix reste élevé, à 66 000 euros bonus écologique déduit.

#### Honda
Le constructeur confirme le lancement de sa première berline fonctionnant à l’hydrogène début 2016, qui doit permettre une autonomie de 700 kilomètres.
En juin 2021, Honda annonce l'arrêt de la production de sa berline Clarity, l'unique modèle du groupe fonctionnant sur une motorisation à l'hydrogène. Depuis 2016, seulement 1 900 Clarity ont été vendues, soit une trentaine par mois en moyenne. Le groupe va toutefois garder quelques collaborations dans les motorisations à l'hydrogène qui pourraient déboucher sur des projets commerciaux d'ici dix ou quinze ans.

#### River simple
La société River simple (Royaume-Uni) a développé un modèle d'une nouvelle conception, baptisé Raza, qui se veut à la fois plus léger qu'une voiture tout électrique, grand public, moins cher et plus durable que les grands constructeurs. En 2019, 20 voitures seront produites et, à l'horizon 2021, la production en chaîne débutera en même temps que la transformation des stations-services[réf. nécessaire].

#### Renault-Nissan, Ford et Daimler
Les sociétés ont scellé un partenariat dans la technologie hydrogène.

#### Stellantis
Stellantis annonce en mars 2021 des versions à hydrogène de ses utilitaires de taille intermédiaire : Peugeot Expert, Citroën Jumpy et Opel Vivaro. La pile à combustible de 45 kW conçue par Symbio est logée sous le capot et sur le moteur électrique. Elle est accompagnée de trois réservoirs dans le plancher, fabriqués par Faurecia et contenant au total 4,4 kg (120 litres). Stocké à 700 bars de pression, l’hydrogène permet plus de 400 km d’autonomie. Une batterie lithium-ion de 10,5 kWh permet de couvrir 50 km et peut se recharger sur prise extérieure. Ces utilitaires seront produits dans l’usine de Rüsselsheim, en Allemagne, et les premières livraisons sont prévues fin 2021.

## Projets et réalisations

### Stations d’avitaillement

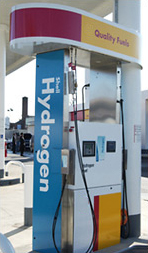
Station fournissant de l'hydrogène.

Le coût des stations baisse, mais reste encore élevé : pour les plus petites, il est tombé de un million à environ 600 000 €. Le coût annuel d'une station (amortissement de l'investissement compris) tombe en dessous de celui d'une station à essence classique si son taux d'utilisation est supérieur à 50 % ; le marché privilégie donc les flottes captives, comme la flotte de taxis Hype déployée à Paris par la Société du taxi électrique parisien (STEP), qui table sur 600 voitures fin 2020, le consortium H2Bus, qui prévoit de déployer 1 000 bus en Europe d'ici à 2023, et en France l'Union des groupements d'achats publics (UGAP), qui lance en 2019 un appel d'offres portant sur 1 000 bus d'ici à 2024.
Le monde compte 369 stations d’avitaillement en hydrogène fin 2018, dont 273 sont ouvertes aux automobilistes : 152 sont implantées en Europe, 136 en Asie et 78 en Amérique du Nord. Sur les 48 nouvelles stations ouvertes dans le monde en 2018, 17 l’ont été en Allemagne, qui compte au total 60 stations, derrière le Japon (96 stations ouvertes au public) et devant les États-Unis (42 stations) ; la France n'a que 17 stations (y compris les sites fermés au public).

### Camions à hydrogène

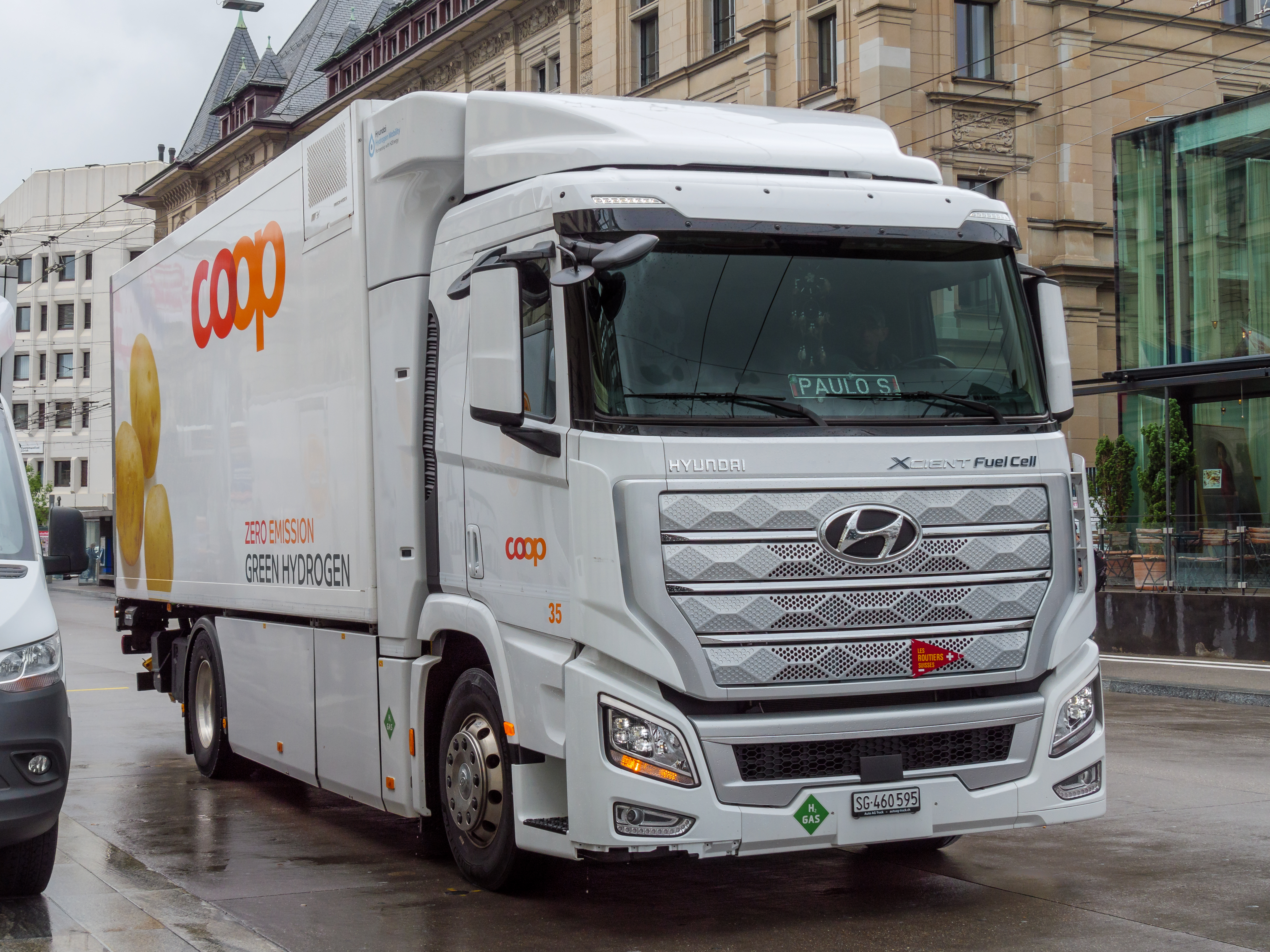
Un camion Hyundai Xcient Fuel Cell.

En 2019, Iveco et Nikola Motor annoncent le lancement en 2023 du camion à hydrogène Nikola Tre, basé sur le nouvel Iveco S-Way et doté d'une pile à combustible et de réservoirs à 700 bars d'une contenance de 40 à 80 kilogrammes d’hydrogène ; l’autonomie prévue est de 800 km.
En Suisse, cinq partenaires publics et privés se sont associés pour mettre au point ce qu’ils présentent comme le premier camion de quarante tonnes à hydrogène du monde, dans le cadre du projet GOH! Generation of hydrogen. Leur prototype utilise deux piles à combustible.

### Avion à hydrogène
En France, un projet d'avion à hydrogène par Airbus est en développement, baptisé ZEROe (pour « zéro émission »). Ce projet devrait aboutir en 2035. Trois concepts sont étudiés, l'un équivalent à un A220 ou A320, le deuxième à un avion régional à hélice et le troisième étant une aile volante,.

### France
En 2018, alors que les stations de recharge restent rares, au Mondial de l'auto à Paris, un véhicule à hydrogène coûte en moyenne 75 000 € (voitures essentiellement japonaises et coréennes : Hyundai, Honda et Toyota). La demande privée est presque inexistante.
Des équipementiers français, principalement Faurecia et Plastic Omnium, investissent des dizaines de millions d'euros dans les technologies pour véhicules à hydrogène et, selon Patrick Koller, PDG de la première, « il sera possible de diviser le coût de la technologie par deux d'ici à 2025 ».
En juillet 2015, la Banque publique d'investissement (BPIfrance) annonce soutenir le développement d’une chaîne de traction à hydrogène pour véhicules lourds (bus, camions de livraison et engins de chantier) baptisée Hytrac, à hauteur de 10,8 millions d’euros, sur un total de 26 millions, via les investissements d'avenir. Il repose sur une pile à combustible produisant de l’électricité à partir d’hydrogène stocké dans le véhicule, offrant une autonomie plus importante que les solutions reposant sur des batteries. Hytrac réunit notamment Symbio (équipementier qui développe depuis 2010 des kits de pile à combustible pour véhicules et des « services d’ingénierie et digitaux »), Green GT H2 (pour le groupe motopropulseur) et McPhy Energy (pour la production d’hydrogène par électrolyse et le stockage). Tronico (spécialiste de l’électronique de puissance) est le chef de file de ce projet, qui entend proposer ses solutions dès 2018.
Dans le cadre du projet de Nouvelle France industrielle, revisité par Emmanuel Macron en mai 2015, un groupe sur l’hydrogène est mis en place, piloté par Florence Lambert, directrice au CEA / LITEN, qui projette de déployer 100 stations de recharge sur le territoire français avant fin 2018. Plutôt que de cibler un marché de masse, les industriels visent d’abord une utilisation plus professionnelle : véhicules de livraisons, taxis, flottes de sociétés. Le principal obstacle est le coût de l’infrastructure (un million d’euros par station), du transport et du stockage de l’énergie. Des industriels misent aussi sur la complémentarité entre l’électrique et l'hydrogène : Renault propose depuis l’automne 2014 des utilitaires Kangoo électriques, dotés d’une pile à combustible qui fonctionne comme un prolongateur d'autonomie.
Le 5 octobre 2015, à Bordeaux, est présenté au grand public « Alpha », le premier vélo à assistance électrique (VAE) fonctionnant à l'hydrogène et fabriqué en série.
En avril 2018, le parc des véhicules à hydrogène en circulation dans la Manche atteint 20 véhicules, dont 15 Renault Kangoo ; la région Normandie a pris l’engagement de boucler pour fin 2018 le programme d’implantation EAS-HyMob de 15 stations à hydrogène en Normandie ; des projets de production d'hydrogène par électrolyse de l'eau sont en préparation, utilisant les excédents des futures centrales éoliennes, hydroliennes et nucléaire (Flamanville).
La région Auvergne-Rhône-Alpes porte un projet « Zero Emission Valley » qui, comme les précédents, vise des flottes captives. Fin 2017, le groupement Chambéry-Grand Lac économie implante deux bornes de recharge pour VAE à hydrogène, une près du parc du Verney et une autre à Savoie Technolac, la seconde étant alimentée par une route solaire, assorties d'une flotte de 15 VAE à hydrogène. Ces VAE sont fournis par l'entreprise de la région paloise Pragma quand les bornes de recharge ont été conçues par l'entreprise de Technolac Atawey,.
À Paris, une flotte d'une centaine de taxis à hydrogène est exploitée sous la marque Hype depuis 2015, avec 100 véhicules début 2019 ; Toyota, Air liquide, la société Idex et Hype ont annoncé le 21 février 2019 la création d'une société commune, HysetCo, détenue à parts égales, afin de coordonner le développement de la flotte des taxis, l'achat des licences et le développement des stations de recharge avec l'objectif de disposer d'ici à fin 2020 de 600 véhicules.
En mars 2019, Michelin et Faurecia regroupent leurs activités pile à hydrogène dans la coentreprise Symbio, afin de « créer un pôle d’excellence relatif à l’hydrogène en France ». L'entreprise Symbio, créée en 2010 et devenue filiale de Michelin en février 2019, convertit de nombreux véhicules à l’hydrogène, dont plus de 150 Renault Grand Kangoo. Le 21 novembre 2019, Faurecia et Michelin annoncent un premier investissement de 140 millions d'euros dans la coentreprise, et leur objectif de produire 200 000 piles à combustible et de détenir 25 % du marché en 2030, avec un chiffre d'affaires de 1,5 milliard d'euros.
Renault annonce en octobre 2019 la commercialisation de véhicules utilitaires électriques dotés d'un prolongateur d'autonomie sous la forme d'une petite pile à combustible de 5 kW alimentée en hydrogène, permettant de porter l'autonomie à 300 km : Kangoo fin 2019 puis Master en juin 2020.
Après la faillite du fabricant français d’électrolyseurs McPhy, placé en redressement judiciaire début juin 2025, la société Hype, qui a déployé un réseau de stations de production-distribution et la plus grande flotte de taxis à pile à combustible au monde, concentrée en Île-de-France, annonce officiellement qu’elle quitte la filière hydrogène. Elle justifie cette décision par l’augmentation brutale des coûts de l’hydrogène, deux fois plus cher qu’en 2021 et jusqu’à cinq fois plus cher (en coût par kilomètre) qu’une recharge électrique équivalente. Hype choisit donc de basculer vers l’électrique à batterie pour les taxis.
Le 16 juillet 2025, Stellantis annonce abandonner le projet de production en série de sa première gamme de véhicules utilitaires à hydrogène Pro One. Stellantis constate un désengagement de la part de clients initialement intéressés par les véhicules à hydrogène et estime plus pertinent de concentrer ses efforts sur le développement de solutions électriques. Cette décision met en péril l'activité du fournisseur des piles à combustible Symbio, la coentreprise qu'il détenait avec Michelin et Forvia et dont il représente près de 80 % du volume d'activité.

#### Stations d'avitaillement
En 2019, 77 stations sont opérationnelles en France selon la carte Vig’Hy de l’AFHYPAC, dont 47 sont compatibles avec les utilitaires (dont 20 pour les voitures particulières) et 25 pour les bus, le reste desservant aux autres mobilités. Le plan hydrogène dévoilé par Nicolas Hulot en 2017 prévoit une centaine de stations en 2023 et au moins 400 stations d’ici 2028.
Le conseil départemental de la Manche est la première collectivité publique française à s'équiper d'une station-service et d'une flotte de véhicules à hydrogène.
Une borne de recharge pour voitures à hydrogène est planifiée à Chambéry, dans la zone des Landiers ouest pour fin 2019,.

#### Train à hydrogène
À Auxerre, en France, les premières motrices à hydrogène entre les gares d'Auxerre Saint-Gervais et de Laroche Migennes sont annoncées.

#### Bus à hydrogène
La flotte de bus à hydrogène en France devrait passer de 17 unités en 2019 à 44 d’ici 2021, où des déploiements sont attendus à Toulouse, Auxerre et Toulon. Une centaine d’unités supplémentaire est envisagée, dont 30 à Strasbourg ; Paris expérimente un premier bus en 2020. À plus long terme, l’Union des groupements d'achats publics (UGAP) vise le « plan 1 000 bus » dont l’appel d’offre démarrera en mars 2020.
Début mars 2018, Pau décide de commander huit bus à haut niveau de service à pile à hydrogène, avec un hydrogène « vert » issu d'un électrolyseur alimenté par des panneaux photovoltaïques (attendu pour fin 2019, pour un coût de 72 millions d'euros).
À partir de septembre 2019, la ligne 1 du réseau de transport en commun Léo, à Auxerre, n'est desservie que par des bus à hydrogène (soit cinq bus). L'intégralité du parc de bus (soit une trentaine de véhicules) pourrait être composée de bus à hydrogène d'ici 2023.
Le 4 janvier 2022, le président de la Métropole de Montpellier, Michaël Delafosse, annonce l’abandon de l’achat de bus à hydrogène au profit de bus électriques. Le projet montpelliérain de bus à hydrogène, « Montpellier Horizon Hydrogène », lancé par la précédente équipe à la tête de la Métropole, devait verdir ses transports par l'acquisition de 51 bus à hydrogène pour quatre futures lignes de bus à haut niveau de service. Le projet abandonné aurait coûté six fois plus que l’utilisation de bus électriques : 3 millions d’euros par an au lieu de 500 000 euros.
En août 2022, 31 bus à hydrogène sont en circulation au sein de sept réseaux, et le déploiement de 881 véhicules supplémentaires est déjà programmé à l'horizon 2026-2030 par 52 réseaux. Île-de-France Mobilités, l'autorité des transports d'Île-de-France, annonce son intention d'acquérir 47 véhicules à hydrogène à partir de 2024, pour les projets de Créteil (17 bus) et de l'intercommunalité « Vallée sud grand Paris » (30 bus). Pau, qui a déjà 7 bus, en a commandé 30 autres en avril 2022. Dijon a commandé 27 bus à livrer à partir de 2024 et vise déjà un parc de 62 véhicules en 2026. Des commandes ont été lancées par Rouen (11 unités), Lyon, Metz, Belfort (7 véhicules pour 2023 et 20 autres plus tard), Nice (7 véhicules). Plusieurs autres sont en phase d'expérimentation ou d'appels d'offres, comme Mâcon, Saint-Brieuc, L'Alpe-d'Huez, Les Sables d'Olonne, Alès et Fos-sur-Mer. Les prix (au moins 630 000 € pièce) sont globalement doublés par rapport à un bus Diesel et supérieurs de 150 000 € à un modèle électrique à batterie, mais les subventions de l'Union européenne et de l'Ademe permettent actuellement de financer 70 % du surcoût.

#### Plan hydrogène pour la transition énergétique
Le ministre de la Transition écologique a dévoilé, le 30 mai 2018, le « Plan de déploiement de l'hydrogène pour la transition énergétique », doté d'un budget de 100 millions d'euros. L'objectif de ce plan est de « verdir » 10 % de la consommation d'hydrogène à l'horizon 2023, puis 20 à 40 % en 2028.
L'IFP Énergies nouvelles, établissement public national, liste certaines solutions techniques qu'il entend explorer pour accroître la production d'hydrogène décarboné : hydrogène naturel, production verte d'hydrogène par électrocatalyse, décarbonation de l'hydrogène issu des hydrocarbures, production d'hydrogène à partir de reformage du biogaz, production d'hydrogène à partir de bioéthanol, stockage de l'hydrogène, conversion d'hydrogène par méthanation, e-carburants.
En 2017, un million de tonnes d'hydrogène, produit à partir d'hydrocarbures, est utilisé en France pour les procédés industriels (raffinage, chimie, cimenterie...), qui rejettent plus de dix millions de tonnes de CO2. La moitié du budget sera allouée à des aides à l'investissement dans des électrolyseurs ; en finançant 20 % du coût de ces équipements capables de produire de l'hydrogène à partir d'électricité et d'eau ; l'État pense les rendre compétitifs par rapport aux moyens actuels, au moins pour les usages des plus petits sites (chimie, verreries).
En 2023, le gouvernement espère avoir aidé à financer 250 mégawatts d'électrolyseurs. Des appels à projets pilotés par l'Ademe seront lancés au deuxième semestre 2018. L'autre moitié de l'enveloppe du plan servira à développer la mobilité hydrogène, en passant de 263 véhicules roulant à l'hydrogène en France en 2017, avec une vingtaine de stations de recharge dédiées, à une centaine de stations en 2023, qui ravitailleraient 200 véhicules lourds et 5 000 véhicules utilitaires.
En 2028, l'État vise 400 à 1 000 stations, pour faire rouler 20 000 à 50 000 véhicules utilitaires et 800 à 2 000 véhicules lourds. Le gouvernement va par ailleurs commander aux gestionnaires des réseaux de gaz GRDF et GRTgaz un rapport sur les possibilités d'injection d'hydrogène dans leurs réseaux pour remplacer en partie le gaz naturel.

### Allemagne
Le 10 juin 2020, le conseil des ministres allemand adopte sa « stratégie nationale pour l'hydrogène », qui doit mobiliser neuf milliards d'euros : l'Allemagne ambitionne de devenir « le fournisseur et producteur numéro 1 » d'hydrogène. Le plan prévoit 2,1 milliards € de subventions à l'achat de voitures particulières à l'hydrogène sur une enveloppe totale de 3,6 milliards € destinés à financer le développement des véhicules fonctionnant à l'hydrogène,.
L'Allemagne ne compte guère plus de 700 voitures à hydrogène en circulation au premier trimestre 2020 et une vingtaine de bus, alors que le réseau de stations de rechargement en hydrogène de H2 Mobility atteint 84 sites et devrait passer le cap des 100 stations au premier trimestre 2021, ce qui représentera une capacité d'approvisionnement de 40 000 véhicules. Le coût d'une station représente un investissement de 1,5 million € environ, financé à plus de 60 % par l'État, qui couvre aussi 40 % du surcoût par rapport à un véhicule classique. Le prix d'un plein atteint 9,5 € par kilogramme d'hydrogène, équivalent à celui d'une voiture Diesel en Allemagne, mais le rendement énergétique de la pile à combustible est encore 20 à 30 points inférieurs à celui d'une batterie électrique ; afin de compenser ce handicap, le gouvernement vient de renoncer aux taxes qui font du prix de l'électricité, utilisée pour produire l'hydrogène à partir de l'éolien et du solaire, l'un des plus élevés d'Europe.
Le gouvernement allemand s'est fixé un ambitieux objectif pour 2020 : disposer de un million de véhicules électriques, en misant notamment sur la pile à combustible. Une initiative a été lancée en 2008 pour favoriser l'usage de l'hydrogène dans l'économie, notamment dans les transports. Une enveloppe de 700 millions d'euros d'argent public, couplée à une somme identique venant de l'industrie, a été investie entre 2008 et 2015, une bonne moitié de la somme étant dédiée à des projets dans la mobilité. Une enveloppe supplémentaire de 160 millions d'euros pour les années 2016 à 2018 est déjà budgétisée. Mais les progrès sont encore très modestes : le parc automobile équipé de cette technologie est à peine de 100 véhicules outre-Rhin en septembre 2015, et le nombre de stations de recharge à hydrogène, implantées dans les grandes villes, n'est encore que de 19 au début septembre 2015 et devrait atteindre 25 fin 2015, alors que l'objectif des pouvoirs publics était de 50 stations fin 2015 ; un parc de 400 stations est prévu pour 2023. Les constructeurs ne proposent encore qu'un modèle chacun : la Mercedes Classe B (Mercedes a repoussé en 2017 le lancement d'un second modèle) et la Toyota Mirai en Europe.
En mai 2018, 200 à 300 véhicules à hydrogène circulent en Allemagne, qui compte 43 stations de recharge. Elle en vise 100 en 2019 et 400 en 2023. Un plan gouvernemental adopté en 2016 prévoit un budget de 250 millions d'euros pour une première phase se terminant en 2019, pour subventionner différentes applications allant des voitures aux transports publics en passant par l'énergie.
Plusieurs acteurs du marché (Air liquide, Daimler, Linde, OMV, Shell et Total) ont fondé en 2015 une coentreprise, H2 Mobility, afin de créer un réseau de 100 stations dans le pays en 2019, moyennant un investissement alors estimé à 350 millions d'euros. Le soutien du gouvernement et de l'Union européenne, qui ont financé entre 50 et 70 % des investissements, a été déterminant. Mais les 75 stations opérationnelles en octobre 2019 sont loin d'être rentables ; la coentreprise est déficitaire, car à peine quelques centaines de véhicules à hydrogène circulent dans le pays.

### États-Unis
Pour son premier discours sur l'état de l'Union, en 2003, George W. Bush avait parié sur la voiture à hydrogène. Douze ans et 1,5 milliard de dollars de subventions plus tard, les premières voitures à hydrogène font leur apparition sur le marché américain. Elles sont surtout le fait des constructeurs asiatiques : Hyundai avec sa Tucson et Toyota avec sa Mirai. La Californie a montré la voie : d'ici 2025, les constructeurs devront vendre au moins 15 % de véhicules propres. Le « Golden State » a par ailleurs choisi de promouvoir particulièrement la voiture à hydrogène, avec un système de crédits de CO2 et un bonus à l'achat deux fois plus élevé que pour la voiture électrique. L'État finance enfin la construction de 100 stations de chargement d'hydrogène, dont 50 à la fin 2016, pour un total de 200 millions de dollars. Le département de l'Énergie fédéral investit depuis quinze ans dans l'hydrogène, et consacre aujourd'hui 100 millions de dollars par an dans les piles à combustible ; ses projets ont permis de réduire de 50 % le coût des piles à combustible servant au transport depuis 2006, de doubler leur autonomie, et de diviser par cinq la quantité de platine utilisée ; il cherche désormais à réduire l'empreinte carbone de ces véhicules, en produisant l'hydrogène à partir de sources renouvelables, comme l'eau ou le vent.

### Japon
Toyota annonce en 2019 son intention de porter sa capacité de production de 3 000 à 30 000 unités par an d'ici à la fin de 2020, et à plusieurs centaines de milliers d'ici à 2030. La Toyota Mirai, lancée en 2014, s'est vendue à 9 700 exemplaires en cinq ans, dont 5 900 en Californie, 3 200 au Japon et 600 en Europe. Toyota espère abaisser son coût de moitié pour la deuxième génération, attendue fin 2020, et le diviser encore par deux pour la troisième génération.
Le gouvernement japonais a fixé des objectifs de 40 000 voitures à hydrogène sur les routes japonaises en 2020 et 200 000 en 2025, avec un réseau de 160 stations puis de 320 stations à ces dates.
Alors que le Japon compte déjà, en mars 2018, près de 100 stations à hydrogène en activité, les 11 membres du consortium « Japan H2 Mobility » comptent installer 80 nouvelles stations au cours des quatre prochaines années. D’ici à 2025, les autorités nippones ont fixé un objectif de 320 stations installées, puis 900 d’ici à 2030.
La construction d'une station à hydrogène, selon des standards nippons très drastiques, coûte entre 400 et 500 millions de yens (3 à 4 millions d'euros), soit quatre fois plus qu'une station essence conventionnelle. Le gouvernement et le consortium « Japan H2 Mobility » pensent pouvoir diviser ce prix par deux d'ici 2020, et l'arrivée sur le marché de nouveaux véhicules à hydrogène devrait permettre d'approcher un modèle économique plus rentable ; jusqu'en mai 2018, Toyota a vendu moins de 3 000 exemplaires de sa Mirai dans le pays et Honda n'a écoulé que 200 unités de son modèle Clarity.

### Chine
Avec le recul relatif du vélo face à la voiture (28 millions de véhicules vendus en 2018 dans le pays) et au développement rapide de son réseau routier (plus de 4,77 millions de kilomètres fin 2017, soit environ +4,4 % en 12 mois et le premier réseau routier au monde), la Chine doit remédier à une pollution routière croissante, qui exacerbe la pollution de l'air. Une politique d’écomobilité y promeut notamment le véhicule électrique (batteries au lithium-ion, avec 16 millions de véhicules électriques prévus pour 2030) mais aussi le véhicule à hydrogène : en 2017, 360 véhicules (voitures, bus et camions) roulant à l'hydrogène ont été assemblés en Chine. Les prévisions sont de 5 000 en 2020, 50 000 en 2025 et un million en 2030, alimentés par 100 stations en 2020, 1000 en 2025, et 3000 en 2030. Les subventions sont très élevées : 31 000 $ pour l'achat d'une voiture, 46 000 $ pour un bus, 77 000 $ pour un camion et 600 000 $ pour la construction d'une station de recharge.
Pour atteindre ses objectifs de développement de la filière hydrogène, le pays devra tripler sa production d’hydrogène d’ici 2050, mais aussi développer une filière complète en aval. Le très fort soutien affiché ces dernières années par le secteur public à différents niveaux (ministères, gouvernements locaux, SOE) a incité les acteurs privés à lancer de nombreux projets d’investissements sur des segments tels que les véhicules à propulsion hydrogène (FCV), les piles à combustibles, la distribution, ou encore les applications industrielles. La suppression attendue des subventions au niveau central en 2021, ainsi que les déclarations du Ministère des Finances, indiquent cependant que la mobilité hydrogène n’est plus considérée que comme un complément aux véhicules électriques classiques.

### Corée du Sud
Hyundai annonce en 2019 son intention de porter sa capacité de production de voitures à hydrogène de 3 000 à 30 000 unités par an d'ici à la fin de 2020, et à plusieurs centaines de milliers d'ici à 2030.
En Corée du Sud, le premier bus à hydrogène, construit par Hyundai, entre en service le 22 octobre 2018. Le ministère du Commerce, de l'Industrie et de l’Énergie coréen annonce que 30 nouveaux autobus seront mis en circulation en 2019 et qu'il augmenterait son soutien aux véhicules zéro émission dans le but de créer d'ici 2022 un marché de 16 000 véhicules à hydrogène, dont 1 000 bus. Hyundai Motor et ses fabricants de pièces détachées ont fait part de leur plan d'investir 900 milliards de wons (690 millions d'euros) avec l'objectif de construire 30 000 voitures à hydrogène par an.

Quelques véhicules fonctionnant à l’hydrogène
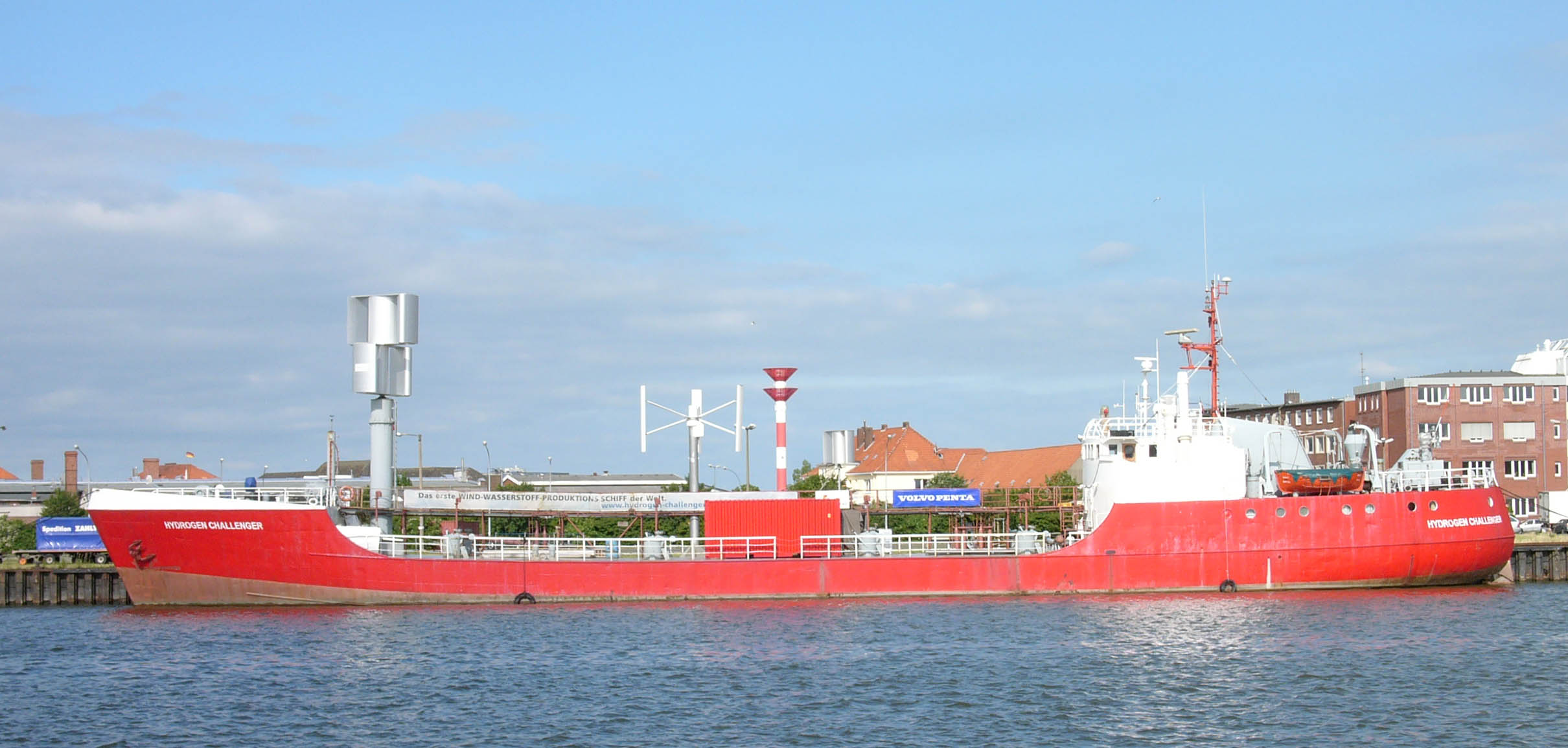
Hydrogen Challenger ; navire alimenté par de l'hydrogène et le vent, ici dans le port de Bremerhaven (Allemagne), en 2006.
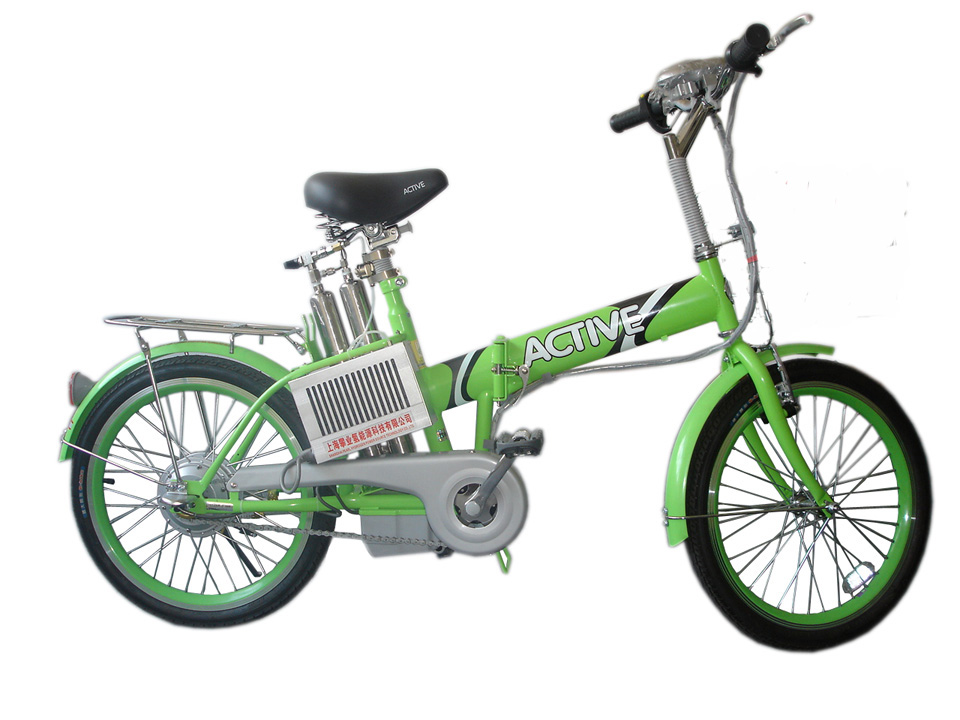
Vélo à pédalage assisté par un moteur dont l'électricité provient d'une pile à hydrogène.
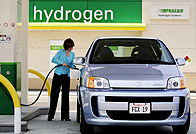
Voiture Honda alimentée par de l'hydrogène, en cours de plein.
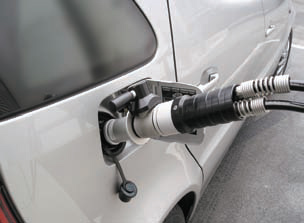
Pistolet d'alimentation du réservoir en hydrogène.
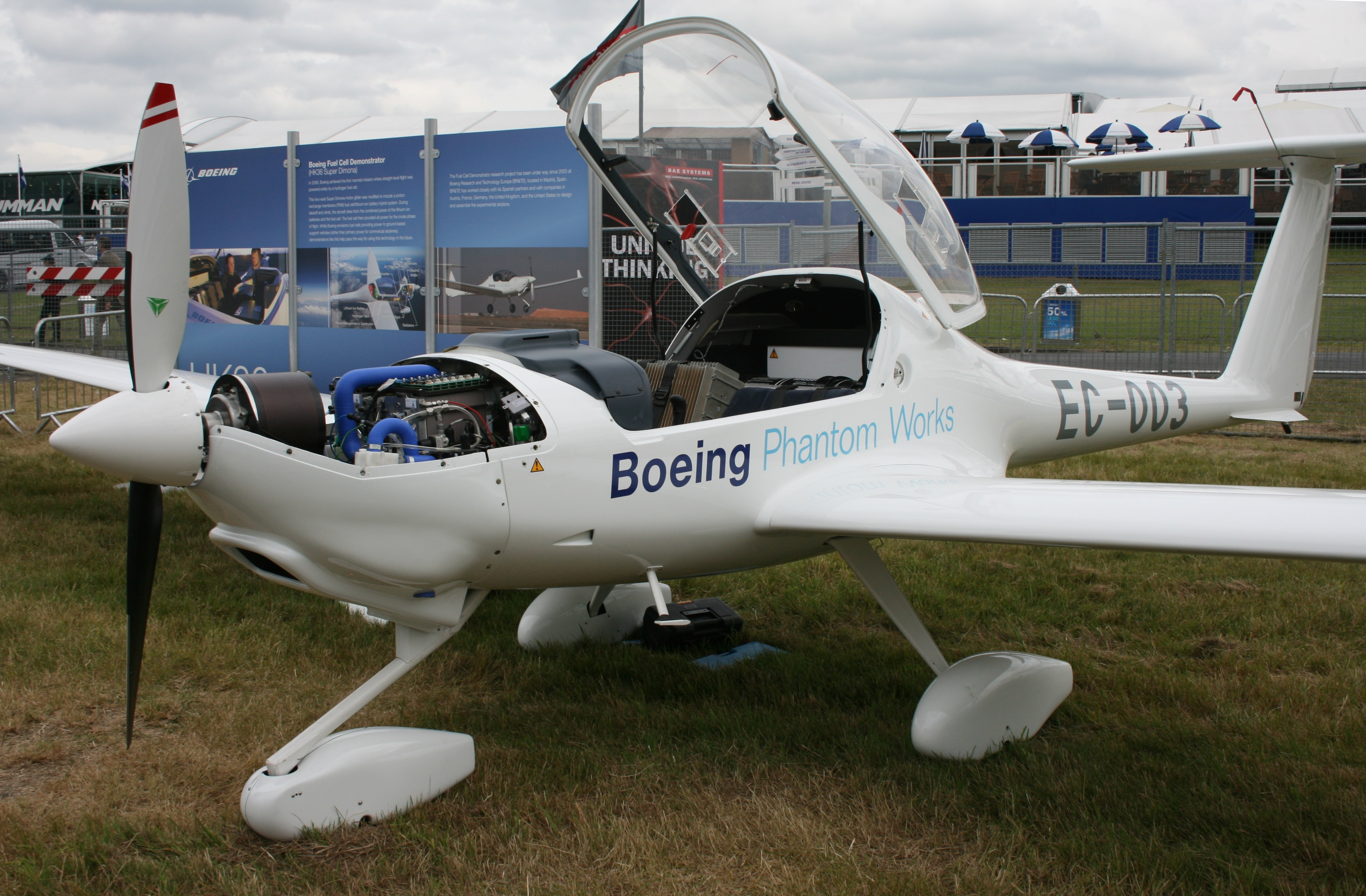
Démonstrateur de la compagnie Boeing alimenté par pile à hydrogène (Diamond HK36 Super Dimona EC-003) présenté en 2008 au Farnborough Airshow.
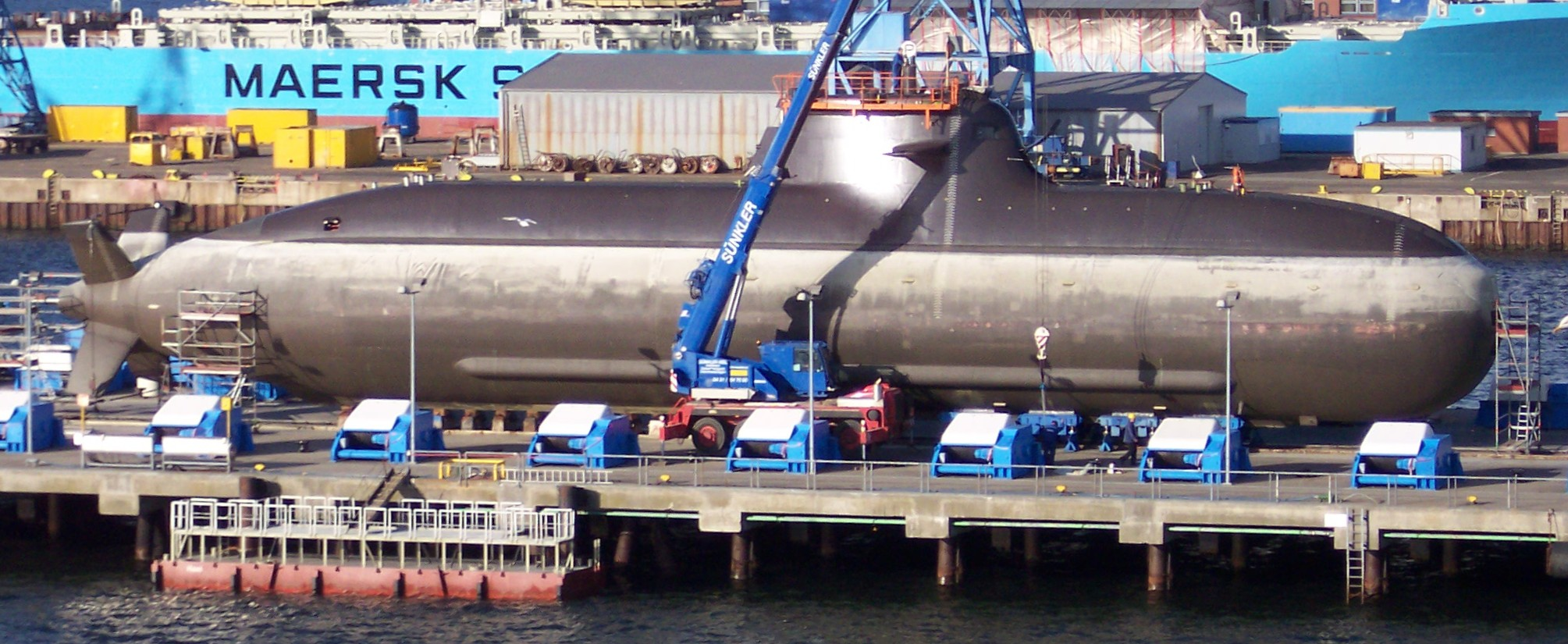
Sous-marin de type 212 de l'armée allemande, alimenté par une pile à hydrogène.
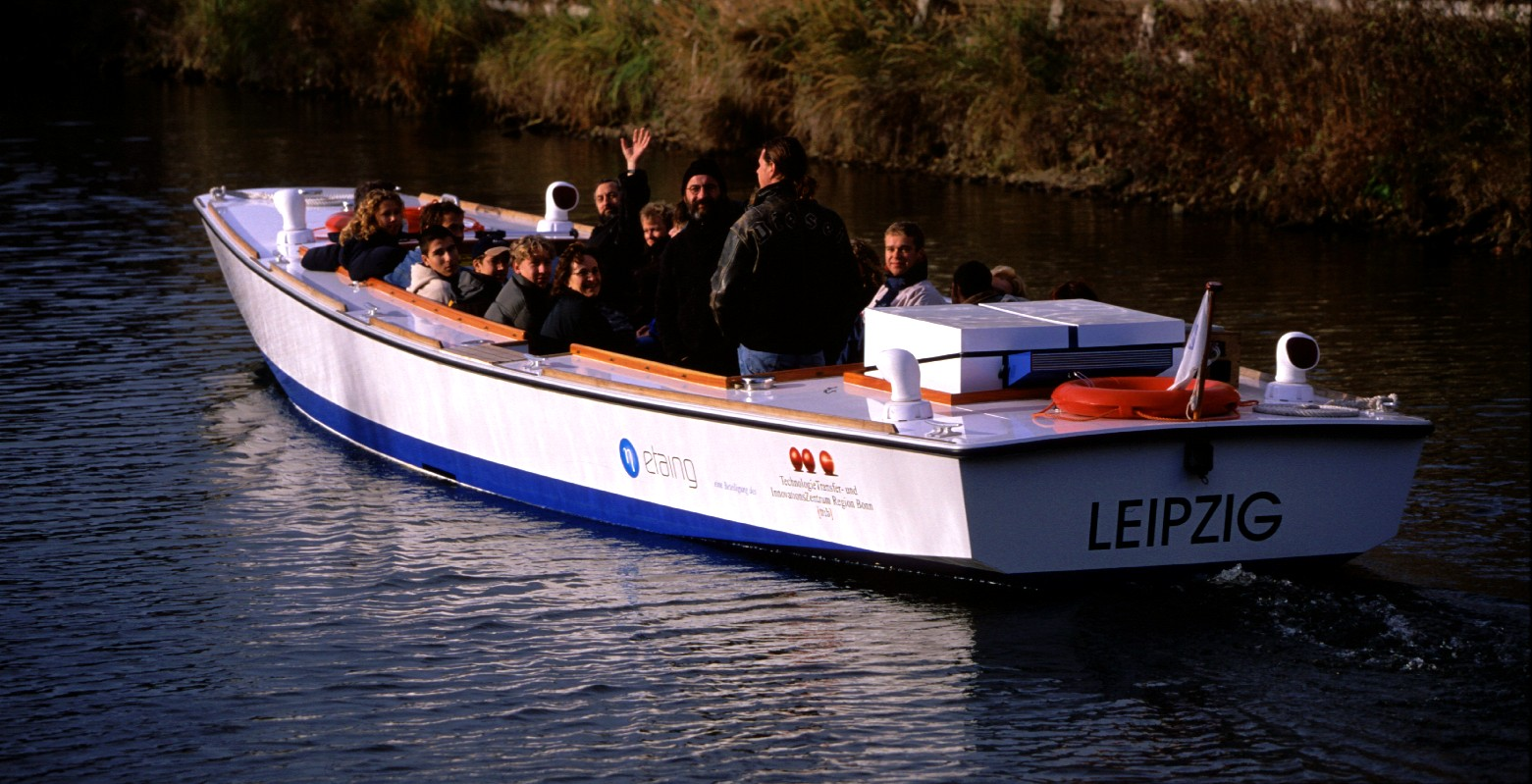
Le premier bateau fonctionnant avec une pile à hydrogène (modèle HYDRA), ici à Leipzig (Allemagne).
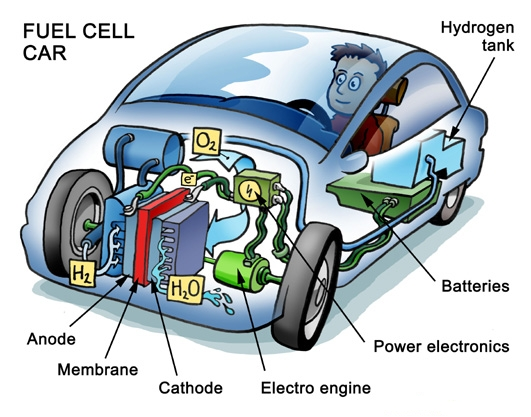
Configuration des composants d'un véhicule.
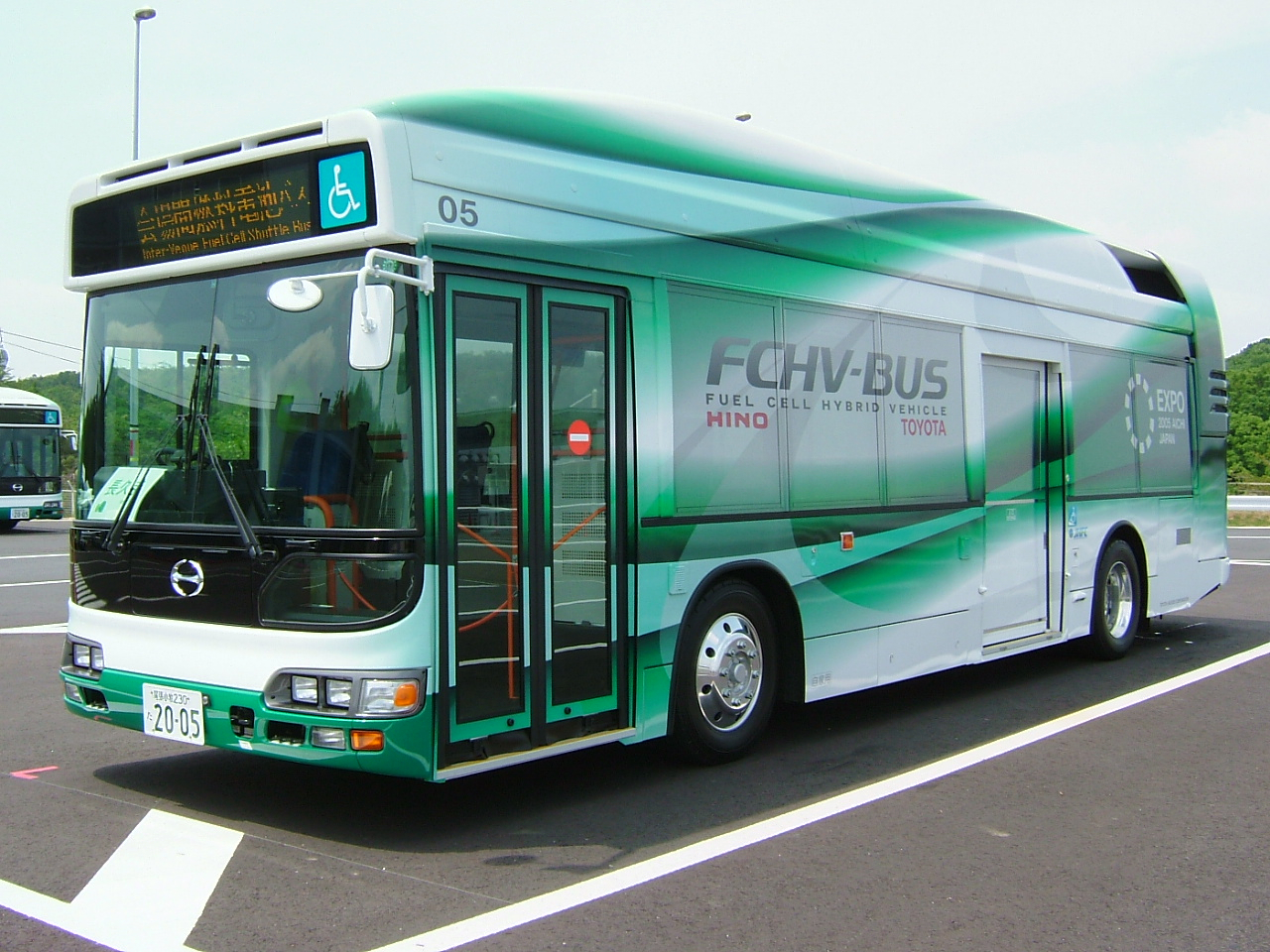
Bus alimenté par une pile à hydrogène.

## Risque d'explosion
Après l'explosion dans une station de distribution d’hydrogène le 10 juin 2019 près d’Oslo, son fabricant, le groupe norvégien Nel, a conseillé de fermer toutes les stations qui utilisent la même technologie. Toyota et Hyundai, les deux plus importants constructeurs de voitures à hydrogène, ont suspendu la vente de ces véhicules. Des stations de distribution d’hydrogène ont également été fermées dans d’autres pays, notamment en Allemagne et aux États-Unis. Début juin 2019, une autre explosion à Santa Clara, en Californie, dans une usine de production d’hydrogène du groupe américain Air Products, probablement causée par une fuite lors du remplissage d’un camion-citerne, a également entraîné une pénurie d’hydrogène : neuf des onze stations de ravitaillement en hydrogène de la région ont dû suspendre leur activité, ce qui a forcé leurs clients à l’arrêt. Les premiers résultats de l'enquête menée sur l'explosion en Norvège indiquent qu’une fuite dans le réservoir haute pression a provoqué la constitution d’un « nuage » d’hydrogène, qui s’est brusquement enflammé dans l’air. L'enquête préliminaire montre que l'incident a débuté avec une fuite d'hydrogène sur une vanne du réservoir haute pression de stockage ; ce problème sur la vanne vient d'une erreur d'assemblage en usine.
Comme tout combustible, l’hydrogène peut s’enflammer ou exploser en cas de fuite ; mais comme il s’agit de la plus petite des molécules gazeuses, les risques de fuites sont plus importants qu’avec n’importe quel autre gaz. Il est difficile de rendre complètement étanches les réservoirs et tuyauteries contenant de l’hydrogène, surtout lorsque celui-ci est comprimé à très haute pression, car il peut s’échapper par des ouvertures microscopiques. Même les meilleurs réservoirs ne sont jamais complètement étanches : ceux des voitures à hydrogène peuvent se vider en quelques semaines, même quand le véhicule est à l’arrêt. En outre, l’hydrogène est très facilement inflammable : l’énergie requise pour l’enflammer est dix fois plus faible que celle qui est nécessaire pour allumer du méthane. De plus, lorsque l’hydrogène est comprimé à très haute pression, comme dans les véhicules à hydrogène et les stations de distribution, et qu’une fuite a lieu, le gaz se détend fortement et il se produit ce qu’on appelle un « effet Joule-Thomson inverse » : l’hydrogène qui s’échappe s’échauffe, ce qui peut être suffisant pour qu’il s’enflamme spontanément.
En avril 2023, l'Inspection générale de l'environnement et du développement durable (IGEDD) et le Conseil général de l'économie s'inquiètent, dans un rapport sur le développement de la filière hydrogène en France, du manque de prise en compte des risques dans les différentes politiques publiques. Ils alertent en particulier sur les risques d'explosion en milieu confiné : « Le stationnement des véhicules à hydrogène dans un parking couvert ou fermé, et leur circulation dans des tunnels, sont des situations à risques sur lesquelles, malheureusement, la réglementation est aujourd'hui à peu près muette ».

## Critiques

### Intérêt écologique
En 2019, le mode de production de l'hydrogène ne montre aucune externalité globale positive en faveur de la lutte contre le réchauffement climatique. En effet, 95 % du dihydrogène produit dans le monde l'est à partir d'hydrocarbures, par vaporeformage, ce qui émet entre 10 et 13 kilogrammes de CO2 par kilogramme d'hydrogène produit,. La quantité de CO2 produite par le vaporeformage est de fait quasi équivalente, à besoin énergétique équivalent, à celle émise par l'essence ou le gazole,. L'émission de CO2 serait négligeable si l'hydrogène était produit par électrolyse de l'eau, utilisant de l'électricité décarbonée (nucléaire ou renouvelable). Ainsi, en 2018 en France, le véhicule électrique présente une probabilité a priori de 91,4 % d'utiliser une source d'énergie décarbonée, contre 5 % pour le véhicule à hydrogène (production hors vaporeformage). Le bonus écologique accordé aux véhicules à hydrogène ne prendra donc pleinement son sens que si l'hydrogène est issu de sources décarbonées.
Une étude de décembre 2009 de l'université de Californie à Davis publiée dans le Journal of Power Sources constate qu'au cours de leur vie, les véhicules à hydrogène émettent plus de carbone que les véhicules à essence. Ceci est en accord avec une analyse de 2014.

### Exploitation dans l'automobile
Les critiques affirment dans les années 2000 que le temps nécessaire pour surmonter les obstacles techniques et économiques à l'utilisation des voitures à hydrogène à grande échelle est susceptible de s'étendre sur au moins plusieurs décennies. Les véhicules à hydrogène pourraient donc ne jamais devenir largement disponibles,. En mai 2008, le magazine Wired indique : « les experts disent qu'il faudra 40 ans ou plus avant que l'hydrogène ait un impact significatif sur la consommation d'essence ou le réchauffement de la planète, or nous ne pouvons nous permettre d'attendre aussi longtemps. Dans l'intervalle, les piles à combustible détournent les ressources de solutions plus immédiates ».
K. G. Duleep déclare ainsi en 2007 qu'« il existe de solides arguments pour la poursuite des améliorations du rendement énergétique des technologies conventionnelles à un coût relativement faible ». Le documentaire de 2006 Qui a tué la voiture électrique ? présente des critiques envers les moteurs à hydrogène. Selon l'ancien employé du département de l'Énergie des États-Unis Joseph J. Romm (en), « une voiture à hydrogène est l'un des moyens les plus chers et les moins efficaces pour réduire l'effet de serre ». Lorsqu'on lui demande quand est-ce que les voitures à hydrogène seront largement disponibles, Romm répond : « pas durant notre vie, et très probablement jamais ». En septembre 2008 The Economist cite Robert Zubrin, l'auteur d'Energy Victory (en) (La Victoire de l'énergie), selon qui « l'hydrogène est à peu près le pire carburant possible pour les véhicules ». Le magazine note l'abandon par la Californie de ses objectifs précédents : « en mars 2008, le California Air Resources Board, agence du gouvernement de l'État de Californie et indicateur pour les gouvernements des États américains, a changé son exigence pour le nombre de véhicules propres (ZEV) devant être construits et vendus en Californie entre 2012 et 2014. Le mandat révisé permet aux fabricants de se conformer aux règles en construisant davantage de voitures électriques à batterie à la place de véhicules à pile à combustible. » Il est également fait mention que la majeure partie de la production d'hydrogène émet autant de carbone que certaines des voitures à essence actuelles. D'autre part, si l'hydrogène peut être produit à partir d'énergies renouvelables, « il serait certainement plus facile de tout simplement d'utiliser cette énergie pour recharger les batteries de véhicules électriques ou hybrides ».
Du point de vue économique, le stockage sous forme de dihydrogène est beaucoup moins compétitif que celui par batterie, selon une étude de l'Ademe en 2020. The Motley Fool affirme en 2013 qu'« il existe encore des obstacles relatifs au coût prohibitif du transport, du stockage, et surtout, de la production » d'hydrogène. L'analyste Alan Baum déplore en 2015 que « le problème numéro un de la pile à combustible, c'est le coût de la technologie. Ensuite, il n'y a pas d'infrastructures. C'est bien de pouvoir faire son plein en cinq minutes, mais le problème, c'est qu'il n'y a que quatorze stations de recharge dans tout l'État de Californie. »
En février 2009, le Los Angeles Times écrit que « la technologie des piles à combustible hydrogène ne marchera pas dans les voitures. […] De quelque façon qu'on prenne le problème, l'hydrogène est un moyen médiocre pour déplacer les voitures ».
En novembre 2009, le Washington Post demande « pourquoi voudriez-vous stocker l'énergie sous forme d'hydrogène et ensuite utiliser l'hydrogène pour produire de l'électricité pour un moteur, alors que l'énergie électrique est déjà prête à être tirée de prises de courant partout en Amérique et stockée dans des batteries d'automobiles ? » Rudolf Krebs, responsable de la traction électrique de Volkswagen, déclare ainsi en 2013 que « peu importe la qualité des voitures que vous produisez, les lois de la physique entravent leur efficacité globale. Le moyen le plus efficace pour convertir l'énergie pour la mobilité est l'électricité. » Il précise que l'utilisation de l'hydrogène pour se déplacer « n'a de sens que si vous utilisez l'énergie verte », mais que la production d'hydrogène se fait « avec de faibles rendements » où « l'on perd environ 40 pour cent de l'énergie initiale ». On doit ensuite comprimer l'hydrogène et le stocker sous haute pression dans les réservoirs, ce qui utilise encore plus d'énergie. Pour finir, « on doit convertir l'hydrogène en électricité dans une pile à combustible avec une autre perte d'efficacité ». Krebs conclut qu'« à la fin, des cent pour cent de l'énergie électrique originelle, on se retrouve avec 30 à 40 pour cent. » Elon Musk, président et directeur de la production du constructeur de véhicules électriques Tesla Motors, juge la technologie des voitures à hydrogène « particulièrement idiote » car la production d'hydrogène consomme elle-même beaucoup d'énergie. Il dit que « si on compare à un panneau solaire pour recharger directement une batterie, c'est moitié moins efficace ».
Le Business Insider écrit en novembre 2013 que « l'hydrogène pur peut être obtenu industriellement, mais il faut de l'énergie. Si cette énergie ne provient pas de sources renouvelables, les voitures à pile à combustible ne sont alors plus aussi propres qu'elles ne le semblaient. […] Un autre défi est le manque d'infrastructures. Les stations-service ont besoin d'investir pour pouvoir remplir des réservoirs d'hydrogène avant que les véhicules à pile à combustible ne puissent être utilisés, et il est peu probable que beaucoup vont le faire alors qu'il y a si peu de clients sur la route aujourd'hui. […] Le manque d'infrastructures est aggravé par le coût élevé de la technologie. Les piles à combustible sont encore très, très chères »
En 2014, Joseph Romm publie trois articles afin de récapituler ses critiques à propos des véhicules à hydrogène. Il affirme que ces véhicules n'ont pas encore surmonté les problèmes suivants : leur coût élevé, le coût élevé du ravitaillement et le manque d'infrastructures de livraison du carburant, et note qu'« il faudrait plusieurs miracles pour surmonter tous ces problèmes simultanément dans les décennies à venir, ». Le plus important dit-il, est que « les véhicules à hydrogène ne sont pas verts » en raison des fuites de méthane lors de l'extraction du gaz naturel et étant donné que 95 % de la production de l'hydrogène se fait en utilisant le procédé de reformage à la vapeur (vaporeformage). Par ailleurs, les énergies renouvelables ne peuvent être utilisées pour fabriquer de l'hydrogène pour une flotte de véhicules, « que ce soit maintenant ou dans le futur », à cause du faible rendement de la chaine électrolyse-transport de l'hydrogène-reconversion en électricité dans la pile à combustible ; il sera toujours plus efficace d'utiliser directement l'électricité produite par les éoliennes ou le solaire. Un analyste de GreenTech Media (en) arrive aux mêmes conclusions en 2014. En 2015, Clean Technica et Car Throttle listent certains des inconvénients de véhicules à pile à combustible à hydrogène[Lesquels ?],. Un autre auteur de Clean Technica conclut que « tandis que l'hydrogène peut avoir un rôle à jouer dans le domaine du stockage de l'énergie (en particulier du stockage saisonnier), il semble être une impasse quand on parle de véhicules grand public ».
Une étude de Horváth & Partners compare la technologie hydrogène avec celle de la voiture électrique à batteries : pour les modèles à batterie, 8 % de l’énergie est perdue pendant le transport avant stockage dans les batteries et 18 % sont perdus dans la conversion en amont de l’alimentation du moteur, soit un niveau d’efficacité compris entre 70 et 80 %, contre 25 à 35 % pour la solution hydrogène : 45 % de perte lors de la production d’hydrogène par électrolyse, puis 55 % de perte lors de la conversion de l’hydrogène en électricité dans le véhicule. Volkswagen évoque d’autres raisons de préférer la solution à batterie : la technologie hydrogène est plus chère et la solution à batterie est plus mûre, seuls les modèles à batteries peuvent être produits rapidement avec un réseau de ravitaillement satisfaisant en énergie.